# Portage la Prairie
Portage la Prairie je město v regionu Central Plains v prérijní provincii Manitoba. Nachází se ve vzdálenosti 75 km západně od Winnipegu na břehu řeky Assiniboine. Město mělo v roce 2016 13 304 obyvatel.

## Dějiny
Již v roce 1738 byla založena pevnost Fort La Reine. V roce 1851 byla ustanovena vesnice, která získala v roce 1880 městský status (town) a v roce 1907 status city.